# アトランティックカーズ
株式会社アトランティックカーズは、東京都港区麻布台に本社を置く自動車ディーラーである。
ロータス・カーズやアストンマーティンのかつての日本総輸入販売元として知られている。

## 沿革
公式HPより一部抜粋
- 1949年：前身会社「エリックモータース株式会社」を設立[1]
- 1952年：「アトランテック商事株式会社」を設立。
- 1972年：ロータスの正規輸入販売を開始
- 1994年：アストンマーティンの正規輸入販売を開始（2017年に終了）
- 2000年：ヴェンチュリの正規輸入販売を開始
- 2003年：「株式会社アトランティックカーズ」へ組織変更。アストンマーティン専用ショールームを麻布台にてオープン
- 2008年：大型プレジャーボートの造船メーカー「株式会社安田造船所」の資本傘下に入る。代表取締役に安田造船所の「野澤隆之」が就任。
- 2011年：スパイカー・カーズの正規輸入販売を開始
- 2017年：福島県いわき市の「いわきFCパーク」に支店を出店（2020年に閉店）
- 2019年：ダラーラ・ストラダーレの正規輸入販売を開始